# Africaleurodes adami
Africaleurodes adami là một loài côn trùng cánh nửa trong họ Aleyrodidae, phân họ Aleyrodinae.
Africaleurodes adami được Cohic miêu tả khoa học đầu tiên năm 1968.